# Centre d'aviation de l'armée de terre indonésienne

Le Pusat Penerbangan Angkatan Darat (« centre d'aviation de l'armée de terre ») ou Puspenerbad est l'aviation légère de l'armée de terre indonésienne.

## Unités

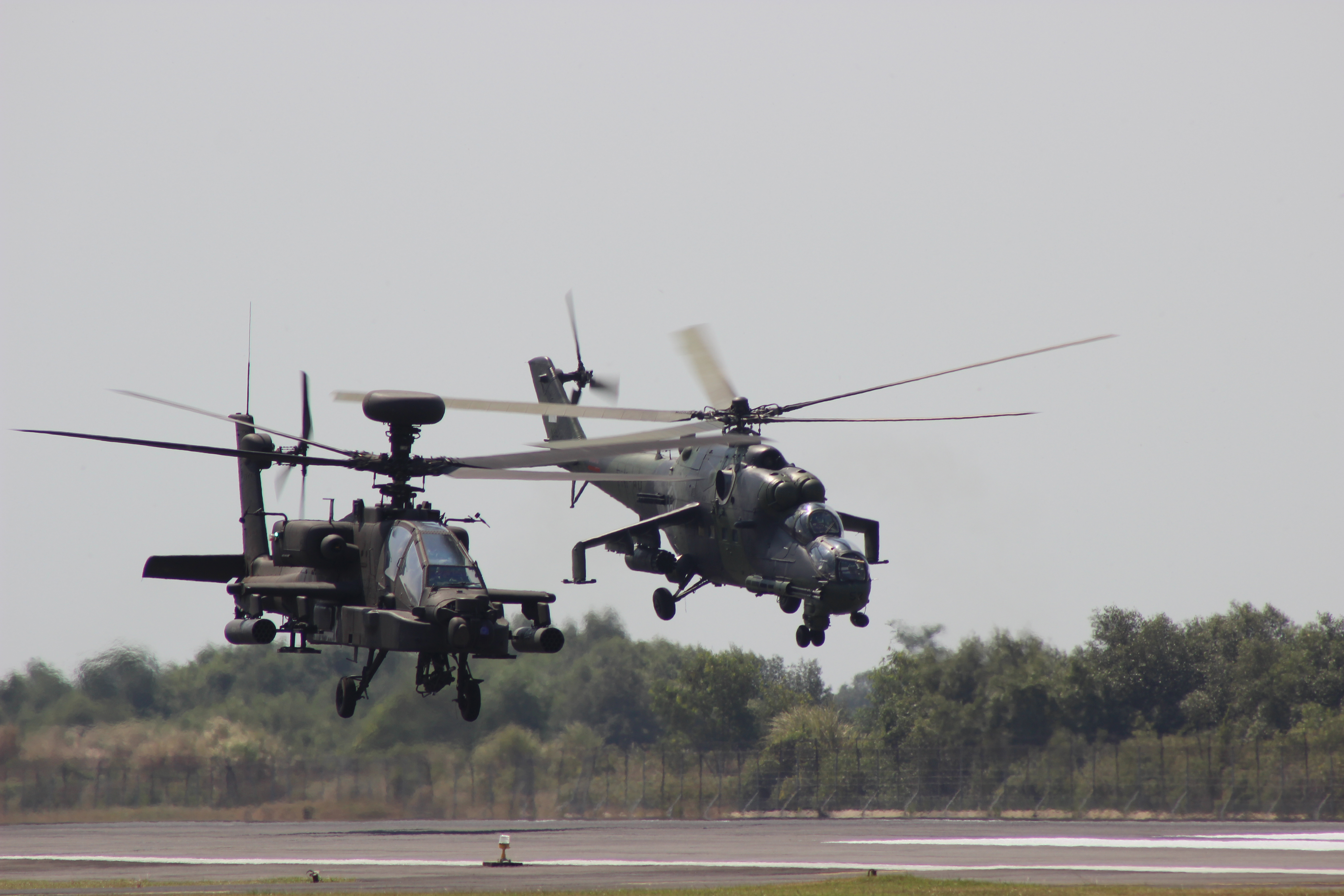
Un AH-64E Apache Guardian de la 25ème division d'infanterie de la US Army et un hélicoptère d'attaque Mi-35 du Skadron 31 du Puspenerbad lors de l'exercice Garuda Shield 2014

Le Puspenerbad possède les skadron (escadrons) suivants :
- Skadron 11 basé à Semarang (Java central)
- Skadron 12 basé à Way Tuba (Lampung
- Skadron 13 basé à Tanjung Redeb (Kalimantan oriental)
- Skadron 21 basé sur l'aérodrome de Pondok Cabe (Jakarta)
- Skadron 31, également basé à Semarang

## MINUSMA
À la demande du Département des opérations de maintien de la paix des Nations unies, l'Indonésie a détaché pendant un an, d'octobre 2015 à octobre 2016, 3 hélicoptères Mil Mi-17 du Skadron 31, qui assuraient des opérations de transport et de reconnaissance à Tombouctou et 140 hommes et femmes dans le cadre de la Mission multidimensionnelle intégrée des Nations unies pour la stabilisation au Mali (MINUSMA).

## Aéronefs

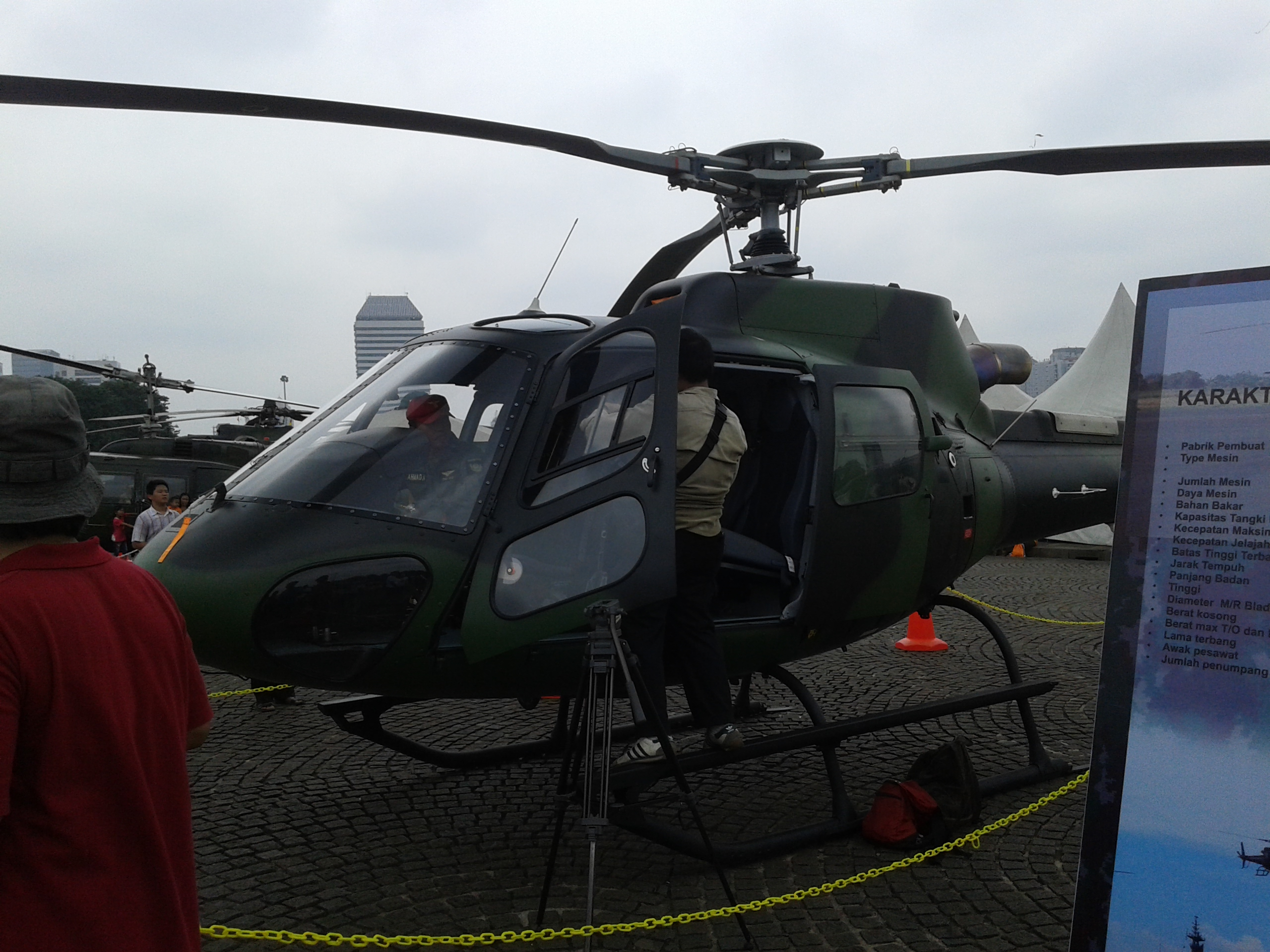
Aérospatiale AS550/555 Fennec du Skadron 12